# كونكا

## تعريف
كونكا هي شركة أجهزة كهربائية صينية، تأسست في 1980، يقع مقرها في شنجن.

## تاريخ
تأسست في عام 1980 باسم Shenzhen Konka Electronic Group Co.، Ltd. وغيرت اسمها إلى Konka Group Co.، Ltd. في عام 1995.
الشركة هي شركة تصنيع الإلكترونيات ومقرها في شنتشن ، الصين ولديها مرافق تصنيع في مدن متعددة في قوانغدونغ ، الصين. توزع الشركة منتجاتها في السوق المحلي الصيني والأسواق الخارجية.
اعتبارًا من مارس 2018 ، كان لدى الشركة أربع شركات فرعية رئيسية ، تعمل بشكل رئيسي في إنتاج وبيع الإلكترونيات المنزلية وأجهزة التلفاز الملونة واللافتات الرقمية والأجهزة المنزلية الكبيرة (مثل الثلاجات). اعتبارًا من مايو 2009 ، تستثمر شركة Hogshead Spouter وتدير خطوط منتجات كفاءة الطاقة في Konka.

## شركة كونكا للعرض الإلكتروني
تأسست شركة Shenzhen Konka E-display Co.، Ltd في يونيو 2001 ، وهي شركة فرعية مملوكة بالكامل لمجموعة Konka Group
Konka E-display هي شركة تصنيع شاشات تجارية محترفة تقوم بتطوير وتصنيع وتسويق شاشات LED وجدران الفيديو LCD ومشغلات AD وإمدادات الطاقة وأنظمة التحكم المستخدمة في حلول اللافتات الرقمية للعديد من التطبيقات الداخلية والخارجية حول العالم ، بما في ذلك مراكز التحكم والقيادة ، وعروض الإعلانات لإعلانات DOOH ، والأحداث الإعلامية والترفيهية ، والملاعب ، والبث التلفزيوني ، والتعليم ، وحركة المرور.

## مجموعات المنتجات الأساسية
- تلفزيونات
- لافتات رقمية LCD / LED
- ثلاجات وأجهزة مطبخ أخرى

## وصلات خارجية
- الموقع الرسمي